# Fissidens grainvillei
Fissidens grainvillei är en bladmossart som beskrevs av Potier de la Varde och Thériot 1932. Fissidens grainvillei ingår i släktet fickmossor, och familjen Fissidentaceae. Inga underarter finns listade i Catalogue of Life.